# Arroyo Hondo

Localização do município de Arroyo Hondo no departamento de Bolívar

Arroyo Hondo é um município do departamento de Bolívar, na Colômbia.